# Gare d'Oullins
Cet article concerne la gare ferroviaire d'Oullins. Pour la station de métro, voir Gare d'Oullins (métro de Lyon).
La gare d'Oullins est une gare ferroviaire française de la ligne de Moret - Veneux-les-Sablons à Lyon-Perrache. Elle est située sur le territoire de la commune d'Oullins-Pierre-Bénite (Oullins) dans la métropole de Lyon en région Auvergne-Rhône-Alpes.
La gare (SNCF) est desservie par des services TER Auvergne-Rhône-Alpes entre Lyon-Perrache et Firminy, via Saint-Étienne-Châteaucreux.

## Situation ferroviaire
Établie à 167 mètres d'altitude, la gare d'Oullins est située au point kilométrique (PK) 555,074 de la ligne de Moret - Veneux-les-Sablons à Lyon-Perrache, entre les gares ouvertes de Lyon-Perrache et de Pierre-Bénite.
Plus au nord, de l'autre côté de l'Yzeron, sur le territoire de La Mulatière, se trouvait le technicentre industriel d'Oullins, ouvert dans les années 1840 par Alphonse Clément-Desormes et transféré à Vénissieux en 2019,.

## Histoire
La gare est ouverte en 1856 sur la ligne de Lyon à Saint-Étienne.
À partir de 2012, en prévision de la mise en service du métro, du pôle multimodal et de la suppression du passage à niveau de la rue Pierre-Semard, les quais de la gare ont été déplacés de quelques dizaines de mètres en direction de Givors, avec la construction d'un nouveau bâtiment voyageurs. Le nouveau passage souterrain piéton servant aussi de passage public a été mis en service le 16 avril 2013. Le nouveau pont permettant le passage du prolongement de la rue de la République en remplacement du passage à niveau de la rue Pierre-Semard a été ripé sous les voies du 8 au 12 mai 2013. Il devrait être ouvert à la circulation au second semestre 2014.
L'ancien bâtiment voyageurs n'a pas été démoli mais semble vacant.

L’ancien bâtiment voyageurs
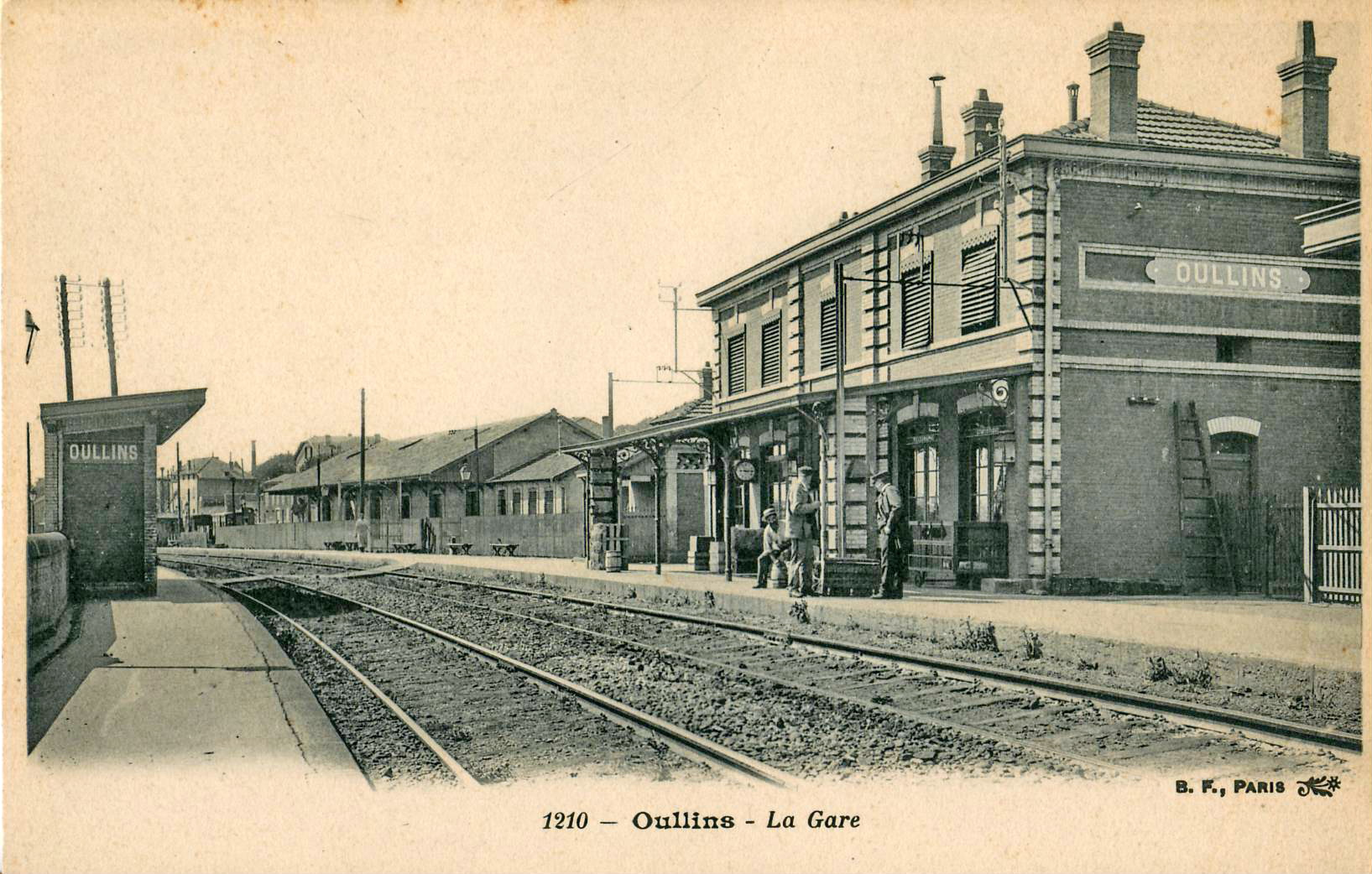
Vers 1900.
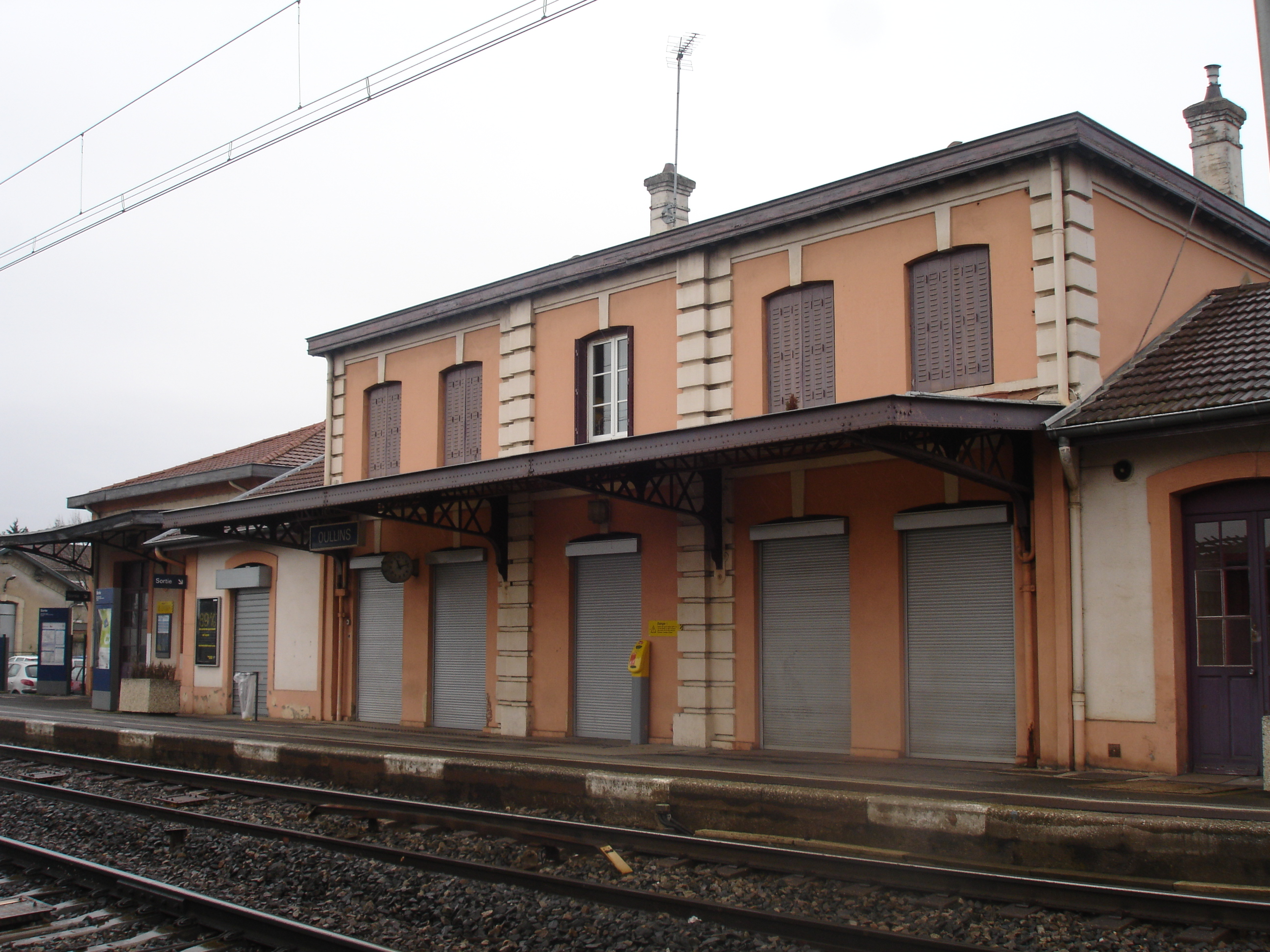
En mars 2010.

## Fréquentation
Selon les estimations de la SNCF, la fréquentation annuelle de la gare s'élève aux nombres indiqués dans le tableau ci-dessous.
| Année                      | 2015    | 2016    | 2017    | 2018    | 2019    | 2020    | 2021    | 2022    | 2023    |
| -------------------------- | ------- | ------- | ------- | ------- | ------- | ------- | ------- | ------- | ------- |
| Voyageurs                  | 129 690 | 136 158 | 165 780 | 146 425 | 164 130 | 114 348 | 162 086 | 190 323 | 186 040 |
| Voyageurs et non voyageurs | 162 112 | 170 197 | 207 225 | 183 032 | 205 162 | 142 935 | 202 607 | 237 903 | 232 550 |

## Service des voyageurs

### Accueil
Gare SNCF, elle dispose d'un bâtiment voyageurs, avec guichet, qui était lors de sa mise en service en 2014 ouvert tous les jours sauf dimanches et fêtes et qui, depuis la mise en application de la réforme ferroviaire appuyée par le Président de la République Emmanuel Macron au début de l'année 2019, reste fermé. Elle est équipée d'une salle d'attente et accueille également une agence immobilière ERA.

### Desserte
Oullins est desservie par des trains TER Auvergne-Rhône-Alpes qui effectuent des missions entre Lyon-Perrache et Firminy via Saint-Étienne Châteaucreux

### Intermodalité
Le 11 décembre 2013 la gare est devenue un pôle d'échange multimodal lors de la mise en service du prolongement de la ligne B du métro de Lyon. Cela permet à la gare d'Oullins d'être directement reliée aux deux principales gares de la ville de Lyon, Perrache et Part-Dieu.
Ce pôle d'échanges, implanté en partie sur le site des anciens ateliers SNCF d'Oullins Voitures, est composé de la gare, d'une station de métro, d'une gare routière pour les bus des Transports en commun lyonnais (TCL) et des Cars du Rhône et d'un parc pour les vélos.
Un parc-relais pour les clients TCL avec une partie réservée aux abonnés a existé de décembre 2013 au 1er janvier 2024. Il devrait être remplacé par un espace vert dédié aux sportifs.

## Service des marchandises
Cette gare est ouverte au service du fret (toutes marchandises et wagons isolés).